# مكورة غريبة أليفة الماء
مكورة غريبة أليفة الماء (الاسم العلمي:Deinococcus aquatilis) هي نوع من البكتيريا تتبع جنس المكورة الغريبة من فصيلة المكورات الغريبة.